# 070 Shake
070 Shake, de son vrai nom Danielle Balbuena (née le 13 juin 1997 à North Bergen au New Jersey), est une chanteuse et rappeuse américaine. Elle fait partie du collectif musical 070 (code postal du New Jersey) avec qui elle réalise en 2016, la mixtape The 070 Project: Chapter 1. Puis, signe quelques mois plus tard son premier contrat chez GOOD Music (label de Kanye West) grâce au morceau Sunday Night qui attire l’attention du rappeur lors d’une soirée.
En 2017, Danielle Balbuena assure la première partie de la tournée américaine du groupe britannique 1975.
Shake sort son premier projet solo, un EP intitulé The Glitter en mars 2018. Adoubé par la presse spécialisée, le disque est suivi en janvier 2020 de son premier album Modus Vivendi, comportant une version Deluxe en août 2020,.

## Biographie

### Jeunesse
070 Shake naît a North Bergen, dans le New Jersey. Elle est allée à l'école de North Bergen, où elle a joué dans l'équipe de basket-ball. Elle écrit un peu de poésie avant de s’essayer à la musique.

### Carrière
Les chiffres 070 de son nom évoquent son affiliation au collectif 070, inspiré code postal du New Jersey (070). En 2018, le collectif 070 comptait 11 membres. Elle publie son premier projet The Glitter en 2018, après plusieurs morceaux en 2017.
Le 24 avril 2020, l'EP Guilty Conscience (Remix) paraît, contenant les versions de Devault et celle de Zookëper. Le 26 juin 2020, une version instrumentale de son album Modus Vivendi est diffusée, contenant, notamment, celle de Guilty Conscience, Morrow, Under The Moon et Terminal B. Le 24 juillet 2020, un remix, par l'artiste australien Tame Impala, du morceau Guilty Conscience est publié. En 2020, le morceau Morrow, extrait de l'album Modus Vivendi, est inclus dans les morceaux accompagnant le jeu-vidéo FIFA 21.
En juin 2022, elle sort sont deuxième album You can't kill me est sorti en juin 2022. Durant l'été 2022, Shake fait la première partie de Kid Cudi dans sa tournée To The Moon World Tour.

## Vie personnelle
Largement référencée dans son style, Shake utilise le pronom «elle » pour décrire ses relations amoureuses. Un article de 2017 de Vogue parlant des figures queer montantes dans le rap, mentionne une relation de Shake avec Sophia Diana Lodato. En 2018 dans un article de Pitchfork, Shake dit qu'elle n'aime pas mettre des étiquettes à sa sexualité.
Elle officialise en mai 2022 sa relation avec la chanteuse Kehlani, en annonçant leur collaboration sur le titre « melt ». Le couple se sépare en septembre 2022.
En 2023, la rappeuse est en couple avec l’actrice et mannequin Lily-Rose Depp. Des photos des deux jeunes femmes montrent leur proximité, ainsi qu’un live Instagram de Lily-Rose, où elle embrasse la rappeuse. Le 14 mai 2023, Lily-Rose Depp officialise la relation sur Instagram.

## Discographie
- 2016 : The 070 Project: Chapter 1 (mixtape)
- 2018 : Glitter (EP)
- 2020 : Modus Vivendi (album)
- 2022 : You Can't Kill Me (album)
- 2024 : Petrichor (album)

## Filmographie
Sauf indication contraire, les informations mentionnées dans cette section peuvent être confirmées par la base de données cinématographiques IMDb,  présente dans la section « Liens externes ».

### Télévision
- 2022 : Entergalactic de Fletcher Moules : Nadia (voix)